# 楊簡
楊 簡（よう かん、紹興11年（1141年）- 宝慶2年3月23日（1226年4月21日））は、中国南宋の哲学者・政治家。字は敬仲、号は慈湖。明州慈渓県の人。

## 経歴
乾道5年（1169年）、進士となり、富陽主簿に任官。陸九淵の学説に共鳴して師事し、高弟として心学の発展に貢献した。紹興府司理を経て嵊県知県に就いたが、父の楊挺顕の喪より赴任せず、楽平知県に転じた。紹熙5年（1194年）、国子博士を務めたが、趙汝愚を弁護したため左遷され、台州の崇道観を管理した。嘉定元年（1208年）、復職して秘書郎・著作佐郎に任じられ、兵部郎官を兼ねたのに次いで、著作郎・将作少監・国史院編修官・実録院検討官などを歴任した。後に温州知州に赴任し善政を施して尊敬された。理宗が即位すると宝謨閣学士に上がり、慈渓県男に封ぜられ、太中大夫として致仕した。 宝慶2年（1226年）、86歳で死去。文元と諡された。

## 著書
- 『慈湖遺書』
- 『慈湖詩伝』
- 『楊氏易伝』
- 『先聖大訓』
- 『五誥解』